# Синас (лунный кратер)
Кратер Синас (лат. Sinas) — небольшой ударный кратер в центральной части Моря Спокойствия на видимой стороне Луны. Название присвоено в честь австрийского предпринимателя и мецената Симона Георга фон Сина (1810—1876) и утверждено Международным астрономическим союзом в 1935 г.

## Описание кратера

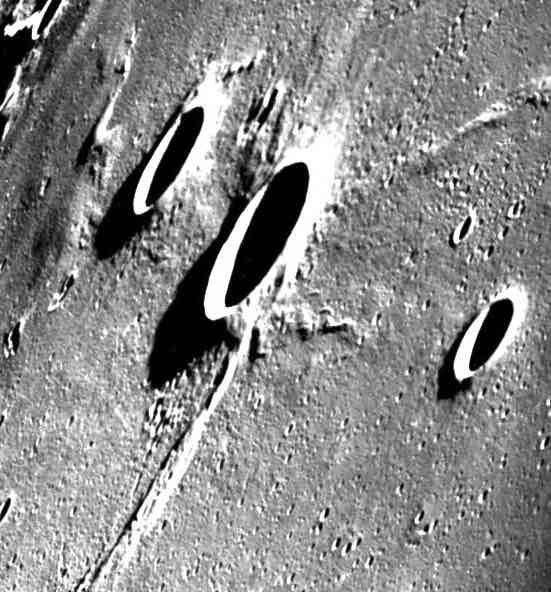
Кратер Синас (в центре) и сателлитные кратеры Синас E (слева вверху), Cинас A (справа). Снимок с борта Аполлона-8.

Ближайшими соседями кратера являются кратер Каррель на западе-северо-западе; кратер Янсен на севере-северо-западе; кратер Кахаль на севере; кратер Коши на востоке; кратер Ариабхата на юго-востоке и кратер Валлах на юге-юго-востоке. На востоке от кратера Синас расположен уступ Коши. Селенографические координаты центра кратера 8°51′ с. ш. 31°36′ в. д. / 8,85° с. ш. 31,6° в. д., диаметр 11,7 км, глубина 2260 м.
Кратер Синас имеет циркулярную чашеобразную форму с небольшим участком плоского дна. Вал четко очерчен, внутренний склон гладкий, с высоким альбедо. К южной части вала примыкает небольшая складка на поверхности Моря Спокойствия, к южно-юго-восточной части вала – небольшое плато в форме полудиска. Высота вала над окружающей местностью достигает 410 м, объем кратера составляет приблизительно 50 км³. По морфологическим признакам кратер относится к типу BIO (по названию типичного представителя этого класса — кратера Био). 
На севере от кратера расположено несколько щитовидных вулканов.

## Сателлитные кратеры
| Синас | Координаты                                            | Диаметр, км |
| ----- | ----------------------------------------------------- | ----------- |
| A     | 7°47′ с. ш. 32°35′ в. д. / 7,78° с. ш. 32,59° в. д.   | 5,1         |
| E     | 9°39′ с. ш. 31°00′ в. д. / 9,65° с. ш. 31° в. д.      | 8,7         |
| G     | 9°34′ с. ш. 34°16′ в. д. / 9,57° с. ш. 34,27° в. д.   | 3,6         |
| H     | 10°01′ с. ш. 33°34′ в. д. / 10,01° с. ш. 33,56° в. д. | 4,1         |
| J     | 10°19′ с. ш. 33°42′ в. д. / 10,31° с. ш. 33,7° в. д.  | 4,3         |
| K     | 6°49′ с. ш. 33°05′ в. д. / 6,81° с. ш. 33,08° в. д.   | 3,4         |

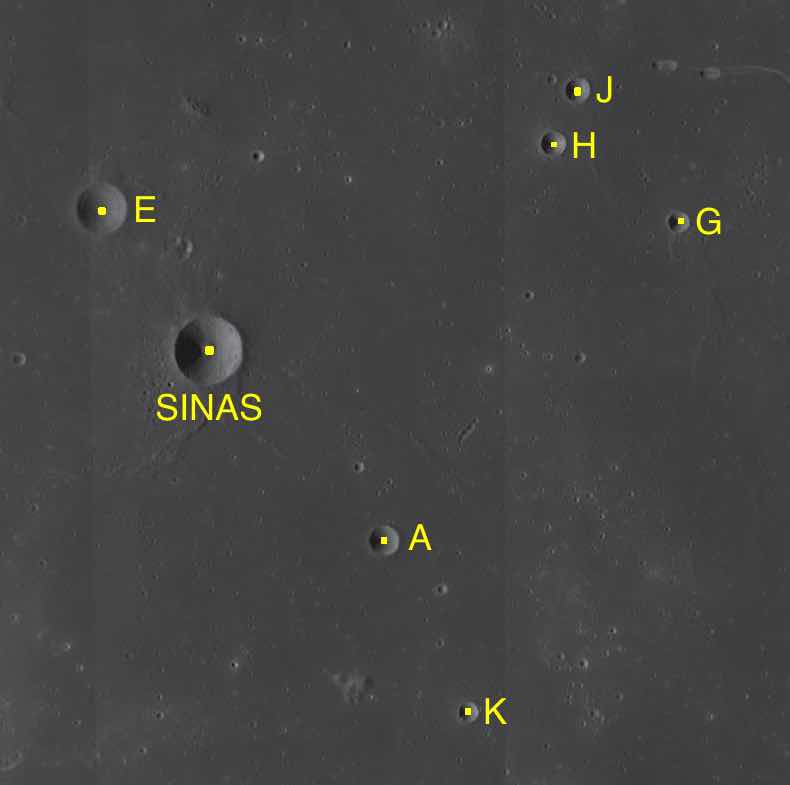
Фрагмент карты LAC-61.

- Кратер Синас и сателлитный кратер Синас H относится к числу кратеров, в которых зарегистрированы температурные аномалии во время затмений. Объясняется это тем, что подобные кратеры имеют небольшой возраст и скалы не успели покрыться реголитом, оказывающим термоизолирующее действие.

## См.также
- Список кратеров на Луне
- Лунный кратер
- Морфологический каталог кратеров Луны
- Планетная номенклатура
- Селенография
- Минералогия Луны
- Геология Луны
- Поздняя тяжёлая бомбардировка